# Bester Kalombo
Bester P. Kalombo ist ein ehemaliger malawischer Fußballschiedsrichter, -funktionär und Politiker.

## Karriere
Vier Jahre nach der Unabhängigkeit seines Landes besuchte Kalombo von 1968 bis 1973 die Universität von Malawi, die er mit einem Bachelor of Education abschloss. Während seiner Studienzeit war er einer der Gründer und Vorsitzender der University of Malawi Students Union (bis 1971), sowie Gründungsmitglied der Alliance Francaise de Lilongwe und ein Mitglied der 1961 gegründeten Student Christian Organisation of Malawi (SCOM). Von 1969 bis 1971 trat er zudem für den University Football Club als Fußballspieler in Erscheinung. 1991 erlangte Kalombo den Master of Education. Hauptberuflich war Kalombo als Pädagoge (Französischlehrer) tätig und spricht fließend Französisch, Arabisch und Deutsch.
Bester Kalombo war vor allem in den 1980er Jahren als internationaler Schiedsrichter tätig. Als solcher leitete er unter anderem zwei Spiele beim Afrika-Cup 1982 und jeweils eine Begegnung bei den Afrika-Cups 1986 und 1988. Des Weiteren nahm er als Schiedsrichter an den Qualifikationen zur Weltmeisterschaft 1986 sowie zur Weltmeisterschaft 1990 teil und leitete die Partie zwischen Katar und Norwegen während des Fußballturniers der Olympischen Sommerspiele 1984 in den Vereinigten Staaten. Bis heute (Stand: 2023) ist Kalombo der einzige männliche malawische Schiedsrichter, der bei Olympischen Spielen und dem Afrika-Cup Spiele geleitet hat. Bis 2014 hatten es neben Kalombo mit Moffat Champiti und Bernadette Kwimbira Mzika erst zwei weitere malawische Schiedsrichter (unabhängig des Geschlechts) zu Einsätzen in kontinentalen Fußballturnieren gebracht. Nach seinem Karriereende als Schiedsrichter wurde Kalombo für den afrikanischen Fußballverband tätig. Von 2005 bis 2012 fungierte er bei diesem unter anderem als Refereeing Development Manager. Davor war er bereits als Sportdirektor im Ministy of Youth and Sports tätig gewesen und kandidierte als solcher auch für das Amt des malawischen Verbandspräsidenten.
Von der damaligen malawischen Staatspräsidentin Joyce Banda wurde Kalombo im November 2013 zum Vorsitzenden des Malawi National Council of Sports ernannt. Dabei trat er die Nachfolge von Lazarus Chakwera an, der damals in die höhere Politik wechselte und seit Juni 2020 Staatspräsident Malawis ist. Noch im selben Monat wurde Kalombo von der Football Association of Malawi als einer der besten malawischen Fußballschiedsrichter der Geschichte geehrt. Bis 2014 hielt er zudem einen Sitz im malawischen Parlament (Chikhwawa). 2016 wurde er vom malawischen Fußballverband ins sub-committee Technical and Youth gewählt, übernahm in diesem jedoch nicht den Vorsitz. Im selben Jahr wurde er ein weiteres Mal vom malawischen Fußballverband geehrt. In den malawischen Medien, insbesondere im malawischen Fernsehen, tritt Kalombo bis heute immer wieder als Schiedsrichterexperte in Erscheinung.